# Дельгадо, Линдольфо
Линдольфо Дельгадо (исп. Lindolfo Delgado; 31 декабря 1994, Линарес, Мексика) — мексиканский боксёр-профессионал. Среди профессионалов действующий чемпион WBO Latino в суперлегком весе (2024—)
Серебряный призёр Панамериканских игр (2015). Серебряный призёр Игр Центральной Америки и Карибского бассейна (2014).
Лучшая позиция по рейтингу BoxRec — 15-я (май 2025) и является 1-м среди мексиканских боксёров суперлёгкой весовой категории, а среди основных международных боксёрских организаций занимает: 6-ю позицию в рейтинге WBC и 9-ю позицию в рейтинге IBF, 8-ю позицию WBO — входя в ТОП-20 лучших суперлегковесов всего мира.

## Любительская карьера
Боксом начал заниматься в 10 лет. Является победителем множества молодёжных турниров в Мексике, а также золотым медалистом Мексиканской национальной олимпиады в 2012 году 

### World Series of Boxing2012/13
Представлял команду «Mexico Guerreros». Выступал в лёгкой весовой категории (до 60 кг). 30 августа 2013 года проиграл кубинцу Ивану Онате.

### Чемпионат мира 2013
Выступал в лёгкой весовой категории (до 60 кг). В 1/16 финала победил сейшельца Андрика Аллисопа. В 1/8 финала проиграл итальянцу Доменико Валентино.

### World Series of Boxing 2013/14
Представлял команду «Mexico Guerreros». Выступал в лёгкой весовой категории (до 60 кг). 13 декабря 2013 года победил поляка Давида Михелуса. 7 февраля 2014 года победил казахстанца Самата Башенова.

### Центральноамериканские и Карибские игры 2014
Выступал в лёгкой весовой категории (до 60 кг). В 1/8 финала победил пуэрториканца Хосе Росарио. В четвертьфинале победил доминиканца Спаркинсона Альмонте. В полуфинале победил тринидадца Майкла Александера. В финале проиграл кубинцу Ласаро Альваресу.

### World Series of Boxing 2015
Представлял команду «Mexico Guerreros». Выступал в лёгкой весовой категории (до 60 кг). 24 января 2015 года победил марокканца Абделлаха Будрара. 21 февраля 2015 года победил китайца Ван Лэя. 7 марта 2015 года победил украинца Олега Прудкого. 21 марта 2015 года проиграл алжирцу Реде Бенбазизу. 24 апреля 2015 года победил француза Олида Белаура. 7 мая 2015 года победил азербайджанца Насраддина Маммадова. 22 мая 2015 года проиграл кубинцу Ласаро Альваресу.

### Панамериканские игры 2015
Выступал в лёгкой весовой категории (до 60 кг). В 1/8 финала победил колумбийца Фейдера Эрнандеса. В четвертьфинале победил американца Карлоса Бальдераса. В полуфинале победил пуэрториканца Хосе Росарио. В финале проиграл кубинцу Ласаро Альваресу.

### Чемпионат мира 2015
Выступал в лёгкой весовой категории (до 60 кг). В 1/16 финала проиграл ирландцу Шону Маккомбу.

### World Series of Boxing 2016
Представлял команду «Mexico Guerreros». Выступал в лёгкой весовой категории (до 60 кг). 5 февраля 2016 года проиграл американцу Карлосу Бальдерасу. 4 марта 2016 года победил марокканца Абделлаха Будрара. 2 апреля 2016 года победил француза Олида Белаура. 21 апреля 2016 года проиграл кубинцу Ласаро Альваресу.

### Олимпийские игры 2016
Выступал в лёгкой весовой категории (до 60 кг). В 1/16 финала проиграл итальянцу Кармину Томмасоне.

## Профессиональная карьера
Тренируется у Педро Морана. В январе 2017 года подписал контракт с промоутерской компанией «Ringstar Sports».
Дебютировал на профессиональном ринге 9 апреля 2017 года, победив нокаутом в 3-м раунде.
В октябре 2020 года подписал контракт с менеджером Риком Миригианом. Начал тренироваться у Роберто Гарсии.
В ноябре 2020 года подписал контракт с промоутерской компанией MTK Global.
В марте 2021 года подписал контракт с промоутерской компанией Top Rank.

#### Бой с Элвисом Родригесом
5 апреля 2025 года в Лас Вегасе (США) в вечере Боба Арума и промоутерской компании Top Rank в соглавном бою встретился с Элвисом Родригесом из Доминиканской Республики. В первых двух раундах Дельгадо пытался оказывать прессинг с первого раунда, но эффективность была низкая. Работа первым номером не приносила плоды, он застаивался и брал паузы. Родригес же был более эффективен, выбрасывал больше ударов и его точность была выше. В 3 и 4 раунде Линдольфо активизировался и оставил эти раунды за собой. Независимый судья после 4-го раунда так же оценивал бой ровно: 38-38. Следующие отрезки бойцы чередовали. В 9-м раунде Родригес имел все шансы нокаутировать Дельгадо после мощного попадания справа хуком, но мексиканец устоял. 10-й раунд остался единогласно у всех трех судей за Дельгадо. У независимого судьи счёт боя составил: 96—94 в пользу Родригеса. Судьи вынесли спорное решение: 95—95 и 96—94 дважды в пользу Дельгадо. Статистика ударов показала: Родригес донес больше джебов - 33 против 20 у Дельгадо. Дельгадо донес больше силовых 69 против 61.

## Статистика боёв
В таблице перечислены результаты всех поединков боксёров.
В каждой строке указан результат поединка. Дополнительно номер поединка обозначен цветом, который обозначает итог поединка. Расшифровка обозначений и цветов представлена в нижеследующей таблице.
| Пример | Расшифровка                     |
| ------ | ------------------------------- |
|        | Победа                          |
|        | Ничья                           |
|        | Поражение                       |
|        | Планируемый поединок            |
|        | Поединок признан несостоявшимся |
| КО     | Нокаут                          |
| ТКО    | Технический нокаут              |
| PTS    | Решение судей (по очкам)        |
| UD     | Единогласное решение судей      |
| MD     | Решение большинства судей       |
| SD     | Раздельное решение судей        |
| RTD    | Отказ от продолжения боя        |
| DQ     | Дисквалификация                 |
| NC     | Поединок признан несостоявшимся |

| Бой | Дата             | Соперник                        | Место проведения                                                      | Результат | Примечание |
| --- | ---------------- | ------------------------------- | --------------------------------------------------------------------- | --------- | --- |
| 23  | 5 апреля 2025    | Элвис Родригес (17-1-1)         | Palms Casino Resort, Лас-Вегас, Невада, США                           | MD10 (10) | Защитил титул WBO Latino в 1-м полусреднем весе (2-я защита Дельгадо). Счёт: 95-95 и 96-94 (дважды).                   |
| 22  | 7 декабря 2024   | Джексон Мартинес (22-3)         | Футпринт-центр, Финикс, Аризона, США                                  | TKO5 (10) | Защитил титул WBO Latino в 1-м полусреднем весе (1-я защита Дельгадо). Мартинес два раза в нокдауне в 5-м раунде.      |
| 21  | 10 августа 2024  | Брайан Флорес (26-0-1)          | Tingley Coliseum, Альбукерке, Нью-Мексико, США                        | SD10 (10) | Завоевал вакантный титул WBO Latino в 1-м полусреднем весе. Флорес в нокдауне в 3-м раунде. Счёт: 95-93, 92-96, 96-92. |
| 20  | 29 марта 2024    | Карлос Санчес (25-2)            | Дезерт Даймонд-арена, Глендейл, Аризона, США                          | TKO7 (10) | |
| 19  | 4 ноября 2023    | Луис Эрнандес Рамос (23-3)      | Tahoe Blue Event Center, Тахо, Невада, США                            | KO4 (8)   | |
| 18  | 12 августа 2023  | Хаир Вальтьерра (16-2)          | Дезерт Даймонд-арена, Глендейл, Аризона, США                          | UD10 (10) | Счёт: 98-92 и 99-91 (дважды).                                                                                          |
| 17  | 3 февраля 2023   | Кларенс Бут (21-6)              | Дезерт Даймонд-арена, Глендейл, Аризона, США                          | UD8 (8)   | Счёт: 80-71 и 79-72 (дважды).                                                                                          |
| 16  | 20 августа 2022  | Омар Алехандро Агилар (24-0)    | Pechanga Arena, Сан-Диего, Калифорния, США                            | UD8 (8)   | Счёт: 77-75 и 79-73 (дважды).                                                                                          |
| 15  | 9 апреля 2022    | Густаво Дэвид Виттори (25-10-1) | The Hangar, Коста-Меса, Калифорния, США                               | KO2 (8)   | Виттори два раза в нокдауне во 2-м раунде.                                                                             |
| 14  | 15 октября 2021  | Хуан Гарсия Мендес (21-4-2)     | Pechanga Arena, Сан-Диего, Калифорния, США                            | UD8 (8)   | Мендес в нокдауне в 8-м раунде. Счёт: 80-71 (все).                                                                     |
| 13  | 10 сентября 2021 | Мигель Самудио (45-16-1)        | Casino Del Sol, Тусон, Аризона, США                                   | TKO2 (8)  | |
| 12  | 19 июня 2021     | Сальвадор Брисено (17-6)        | Virgin Hotels Las Vegas, Лас-Вегас, Невада, США                       | UD8 (8)   | Счёт: 80-72 и 79-73 (дважды).                                                                                          |
| 11  | 28 сентября 2019 | Хесус Сасуэта Анайя (6-4-1)     | Crypto.com-арена, Лос-Анджелес, Калифорния, США                       | KO6 (6)   | |
| 10  | 1 июня 2019      | Эдуардо Кордовес (12-0-1)       | Gimnasio Municipal del Pueblo Mágico, Линарес, Нуэво-Леон, Мексика    | TKO3 (8)  | |
| 9   | 16 марта 2019    | Джеймс Роач (5-1)               | Эй-ти-энд-ти Стэдиум, Арлингтон, Техас, США                           | KO1 (6)   | |
| 8   | 13 января 2019   | Серхио Лопес Гарсия (22-12-1)   | Peacock Theater, Лос-Анджелес, Калифорния, США                        | KO3 (8)   | Лопес в нокдауне в 3-м раунде.                                                                                         |
| 7   | 20 октября 2018  | Луис Умберто Морено (2-0)       | Centro de Convenciones, Косумель, Кинтана-Роо, Мексика                | TKO6 (6)  | |
| 6   | 1 сентября 2018  | Рикардо Рико Посос (4-5)        | Palenque de la Expo, Сьюдад-Обрегон, Сонора, Мексика                  | TKO5 (8)  | |
| 5   | 9 июня 2018      | Хосе Луис Авалос (3-10-2)       | Gimnasio Nuevo León Unido, Монтеррей, Нуэво-Леон, Мексика             | TKO3 (8)  | |
| 4   | 7 апреля 2018    | Хуан Карлос Чавира (9-15)       | Hotel Azul Ixtapa, Сиуатанехо, Герреро, Мексика                       | TKO4 (6)  | |
| 3   | 10 февраля 2018  | Эктор Мендоса (5-12-3)          | Gimnasio Municipal «Jose Neri Santos», Сьюдад-Хуарес, Чиуауа, Мексика | TKO3 (6)  | |
| 2   | 22 июля 2017     | Херсон Эскобар Ромеро (3-1)     | Lienzo Charro Parral, Идальго-дель-Парраль, Чиуауа, Мексика           | TKO1 (6)  | |
| 1   | 9 апреля 2017    | Луис Анхель Сильва (4-9)        | The Novo at L.A. Live, Лос-Анджелес, Калифорния, США                  | TKO3 (4)  | Сильва в нокдауне во 2-м раунде.                                                                                       |
| Бой | Дата             | Соперник                        | Место проведения                                                      | Результат | Примечание |

## Титулы и достижения

### Любительские
- 2014  Серебряный призёр Игр Центральной Америки и Карибского бассейна в лёгком весе (до 60 кг).
- 2015  Серебряный призёр Панамериканских игр в лёгком весе (до 60 кг).

### Профессиональные
- Титул WBO Latino в 1-м полусреднем весе (2024—н. в.).